# Asterinella
Asterinella — рід грибів родини Microthyriaceae. Назва вперше опублікована 1912 року.